# Parictis
 Parictis  ist eine ausgestorbene Gattung der hundeartigen Raubtiere (Canoidea) und der älteste bekannte Vertreter in der Entwicklungslinie der Bären (Ursidae). Im Vergleich zu rezenten Bären war er klein, sein Schädel maß sieben Zentimeter und er wog etwa zwei Kilogramm. Er hatte ein bärenähnliches Gebiss mit Ausnahme des fehlenden M3, robuste Prämolare und breite, relativ flache Molare mit großen Furchen. Parictis trat vor ca. 38 Millionen Jahren im späten Eozän in Nordamerika auf und war ein enger Verwandter der Amphicynodontinae. Es gibt Vermutungen, dass Parictis während des Meeresspiegelniedrigstandes vor 37 Millionen Jahren aus Asien nach Nordamerika einwanderte, da die evolutionäre Entwicklung von den Amphicynodontinae hin zu den Hemicyoninae in Asien Cephalogale und Ursavus zugeschrieben werden. Aber bisher wurden keine Parictis-Fossilien in Ostasien belegt. Parictis erreichte Eurasien und Afrika, aber nicht vor dem Miozän.
Parictis wurde 1893 von William Berryman Scott erstmals wissenschaftlich beschrieben anhand von Wangen- und Kieferknochen aus den John Day Fossil Beds in Oregon. Seine systematische Stellung innerhalb der Canoidea ist jedoch wegen der noch zu dürftigen Fossilienfunde nicht eindeutig geklärt.

## Bekannte Arten
- P. dakotensis Clark, 1936
- P. gilpini Clark & Guensburg, 1972[8]
- P. major Clark & Guensburg, 1972
- P. montanus Clark & Guensburg, 1972
- P. parvus Clark & Beerbower, 1967
- P. personi Chaffee, 1954[9]
- P. primaevus, Scott, 1893

## Früher unterParictisklassifiziert
- P. bathygenus White 1947 wird nicht mehr als eine Parictis-Art betrachtet, sondern wird jetzt der Gattung Cynelos innerhalb der Amphicyonidae ("Bärenhunde") zugeordnet.[10][11]